# Analice Nicolau
Ana Alice Nicolau, mieux connue comme Analice Nicolau (née le 6 septembre 1977 à Blumenau), est une journaliste et ancienne mannequin brésilienne.

## Carrière

### 1997-02: Mannequin
En 1997, alors qu'elle vivait encore à Blumenau, elle a été invitée par un éclaireur d'une agence de mannequins à faire un défilé et un test photo. Après approbation, elle a commencé à réaliser des campagnes publicitaires et des défilés dans la région sud du Brésil. En 1998, elle participe au concours Miss Blumenau. Une partie de l'argent qu'il a gagné grâce au mannequin a été reversée à un organisme de bienfaisance soutenu par sa famille.
En raison de son image lolita, elle est comparée à l'actrice hongroise Cicciolina, icône de la sensualité mondiale dans les années 1980. En 2000, elle participe aux sélections qui choisiront un modèle pour devenir la nouvelle Playmate, aux États-Unis, dont la marraine serait l'actrice Pamela Anderson , mais n'a finalement pas remporté le poste.
En 2002, elle est invitée à participer à la deuxième édition de l'émission de téléréalité Casa dos Artistas,. Toujours en 2002, elle lance la marque My Style Fitness, spécialisée dans les vêtements de sport, qui fait ses débuts lors de la Fashion Week de Santa Catarina, mais quelques mois plus tard, Analice vend la marque pour se concentrer sur le journalisme.

### 2003-présent: Journaliste
En 2003, elle a signé un contrat avec SBT après avoir été invitée avec Cynthia Benini par Silvio Santos à devenir le présentateur du Jornal do SBT - 1ª Edição, une version antérieure du Jornal do SBT consolidé, diffusé à minuit. En 2005, Analice, toujours avec Cynthia, a été transférée au SBT Notícias Breves, des bulletins d'information diffusés cinq fois le matin et l'après-midi avec un résumé de l'actualité du jour, surnommés Jornal das Pernas, une fois que les journalistes se tenaient dessus. un banc de verre habillé de minijupes – une idée de Silvio Santos lui-même pour tenter de dynamiser le public,,. Le journal n'est resté disponible que quelques mois en raison des critiques formulées à l'égard de son format.
En 2006, il couvre en direct les Golden Globes.
En 2007, après une période de restructuration de son apparence et d'entrée dans une école de journalisme pour gagner plus de crédibilité, il fait ses débuts comme présentateur sur SBT Manhã aux côtés de Hermano Henning. À l'époque, la presse avait révélé qu'Analice avait été harcelée par des journalistes de la chaîne qui cherchaient le poste, car elle n'avait pas encore obtenu son diplôme.
En 2008, elle est invitée à présenter le programme d'information policière Aqui Agora avec César Filho et Luiz Bacci, mêlant les deux camps. En outre, à plusieurs reprises, elle a été présentatrice occasionnelle du Jornal do SBT et du SBT Brasil, couvrant les vacances et les congés d'autres journalistes. En mai 2013, après six ans en tant que présentatrice au SBT Manhã, elle a demandé à quitter le banc après avoir reçu un diagnostic de syndrome de panique dû à une surcharge de travail,. Le 10 septembre, alors qu'elle était en cours de traitement, elle a été renvoyée de la gare, mais deux semaines plus tard, Silvio Santos a ordonné sa réembauche après avoir appris ce qui s'était passé. Analice a demandé une charge de travail plus légère pendant son traitement et a été réaffectée au Boletim Jornal do SBT, qui a été diffusé pendant les pauses des programmes du soir avec des bulletins sur ce qui serait intégralement diffusé dans le journal principal. En 2015, elle est transférée aux prévisions météorologiques sur SBT Brasil.
En 2016, déjà stabilisée du syndrome de panique, elle a repris la direction du Jornal do SBT, qui en 2017 a changé son nom pour SBT Notícias. En novembre 2019, il a repris SBT Brasil pendant l'arrêt maladie de Rachel Sheherazade, mais à son retour en décembre, elle a fini par être licenciée de la chaîne.
Depuis 2021, il est chroniqueur au Jornal de Brasília.

## Vie privée
Analice est la fille d'une couturière et d'un chauffeur. Durant son adolescence, elle rêvait de devenir une athlète olympique, mais elle n’a jamais réalisé ce rêve.
En 2003, Analice a commencé à sortir avec l'avocat et homme d'affaires de Santa Catarina, Otávio Minoto, qu'elle a épousé en 2007. Le couple s'est séparé en 2011 et n'a pas eu d'enfants.
En 2007, Analice entre au cours de journalisme à la Fundação Armando Álvares Penteado et obtient son diplôme en 2010.